# Maskotar för världsmästerskapet i fotboll för herrar
Maskotar för världsmästerskapet i fotboll för herrar har skapats för varje turnering sedan 1966. Maskotarna har oftast olika symboler eller nationella karaktärer starkt förknippade med respektive värdnation.
| Mästerskap          | Maskot              | Beskrivning | Bild |
| ------------------- | ------------------- | --- | ---- |
| England 1966        | World Cup Willie    | Ett lejon, en typisk symbol för Storbritannien. Maskoten bar en tröja i Union Jack-mönster med texten WORLD CUP. |      |
| Mexiko 1970         | Juanito             | En pojke i sombrero-hatt med texten MEXICO 70 skrivet på tröjan. |      |
| Västtyskland 1974   | Tip och Tap         | Två pojkar vid namn Tip och Tap som bär det västtyska landslagets fotbollsställ med texten WM och 74 skrivet över bröstet. |      |
| Argentina 1978      | Gauchito            | En pojke som bär det argentinska landslagets blå-vit-randiga tröja, en hatt, halsduk och en piska. Namnet Gauchito kommer från ordet gaucho som är den sydamerikanska benämningen på en cowboy. |      |
| Spanien 1982        | Naranjito           | En apelsin som är en vanlig frukt i Spanien. Namnet kommer från ordet naranja, det spanska ordet för apelsin. |      |
| Mexiko 1986         | Pique               | En grön jalapeño med mustasch och en sombrero. |      |
| Italien 1990        | Ciao                | Maskoten var en abstrakt kubistisk streckfigur med geometriska former med i färgerna vit, rött och grönt (som Italiens flagga). Den hade en fotboll som huvud, och hette Ciao som är en vanlig italiensk hälsningsfras.                                                                                 |      |
| USA 1994            | Striker             | Stryker var en hund, klädd i fotbollsuniform i den amerikanska flaggans färger (blått, vitt och rött). Han hade svarta, långa öron och brukade mestadels hålla i en fotboll med foten eller i armarna. Striker syntes bland annat mycket på leksakerna som delades ut i McDonald's Happy Meal detta år. |      |
| Frankrike 1998      | Footix              | En tupp klädd i blått ställ med texten FRANCE 98 skrivet över bröstet. Namnet Footix är ett teleskopord, en sammanslagning av football och suffixet -ix. |      |
| Sydkorea/Japan 2002 | Ato, Kaz och Nik    | Tre futuristiska, datorgenererade djur: Ato var orange och tränaren i gruppen medan Kaz (lilafärgad) och Nik (blåfärgad) var spelarna. Tillsammans bildade de laget The Spheriks, som spelade en påhittad variant av fotboll med namnet Atmoball.                                                       |      |
| Tyskland 2006       | Goleo VI och Pille  | Ett lejon vid namn Goleo VI, med det tyska landslagets fotbollsställ. Han bar på en talande fotboll vid namn Pille. |      |
| Sydafrika 2010      | Zakumi              | Zakumi är en guldfärgad leopard med grönt hår. Namnet kommer från orden ZA, ISO 3166-koden (landskod) för Sydafrika, och "kumi", ett ord som betyder tio på flera afrikanska språk. |      |
| Brasilien 2014      | Fuleco              | En trebandad bälta. |      |
| Ryssland 2018       | Zabivaka (Забива́ка) | En grå varg. |      |
| Qatar 2022          | La’eeb              | En glad fotbollsspelare i heltäckande vit klädsel. La'eeb är ett arabiskt ord som betyder superskicklig spelare. |      |